# Addolorata Cemetery

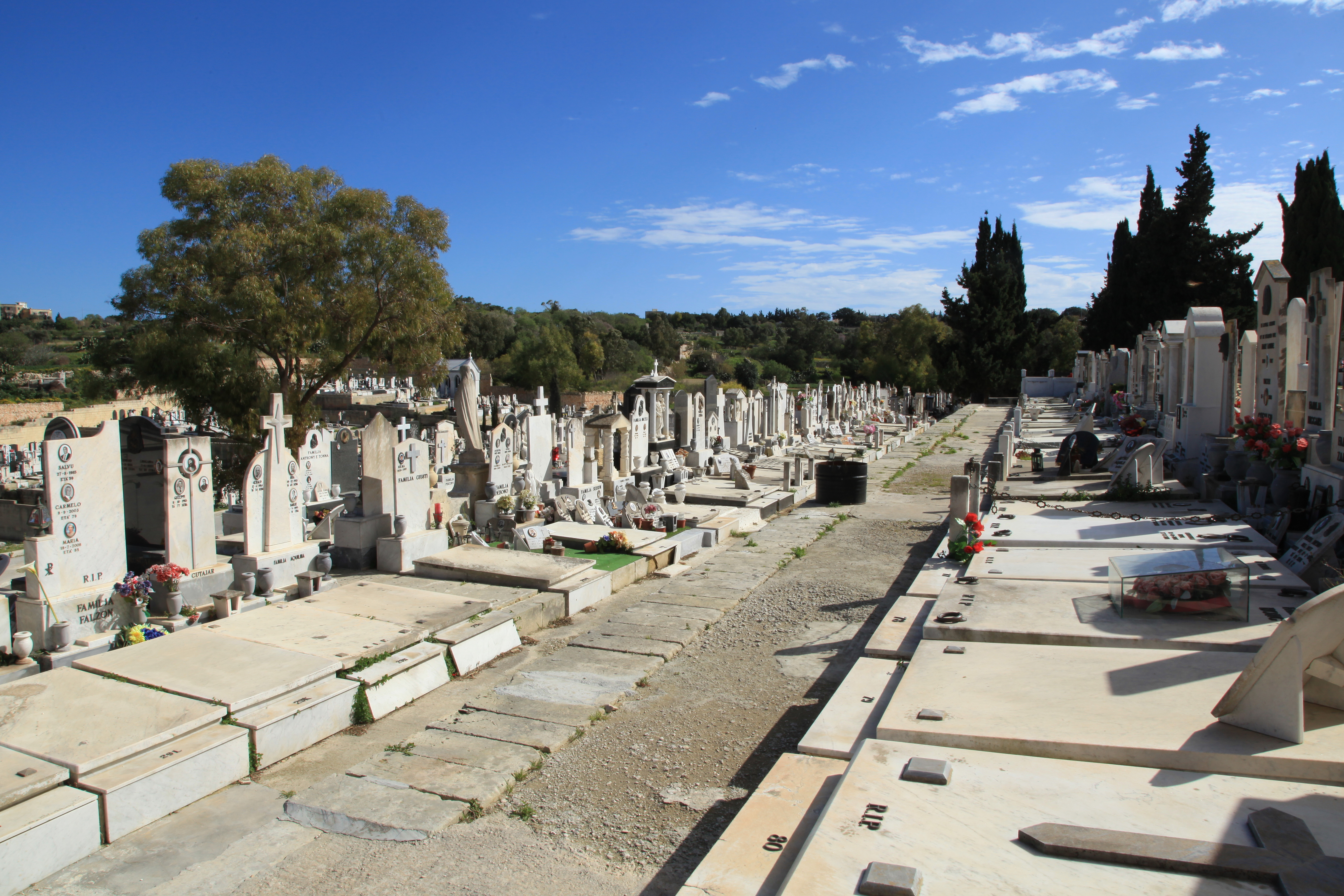
Grabstellen auf dem Addolorata Cemetery

Der Santa Maria Addolorata Cemetery (maltesisch Iċ-Ċimiterju ta’ Santa Marija Addolorata, englisch Cemetery of Our Lady of Sorrows; italienisch Cimitero di Santa Maria Addolorata), meistens einfach Addolorata Cemetery (maltesisch Iċ-Ċimiterju tal-Addolorata), ist ein von Emmanuele Luigi Galizia geplanter und 1862 bis 1869 angelegter neogotischer staatlicher Friedhof in Malta. Obwohl als multireligiöser Friedhof betrieben, finden hier überwiegend römisch-katholische Beisetzungen statt. Er ist der größte Friedhof der Republik Malta und wurde mehrmals erweitert, bisher letztmals 2021. Neben temporären Erinnerungstafeln, die nach einiger Zeit wieder entfernt werden, und Familiengräbern mit repräsentativen Grabmalen oder kleinen Grabkapellen befinden sich dort 268 Kriegsgräber von Soldaten des Commonwealth.
Friedhof und Kapelle stehen unter dem Patrozinium der Schmerzensreichen Maria.

## Lage
Der Friedhof liegt auf der Anhöhe Tal-Ħorr (italienisch Tal Palma) in der Gemeinde Paola auf der  Hauptinsel Malta.

## Geschichte

### Entstehung
Bereits in prähistorischer Zeit befand sich auf dem Tal-Ħorr ein Begräbnisplatz. Mit der Anweisung Nr. II vom 10. Mai 1869 ordnete der Gouverneur von Malta Sir Patrick Grant an, dass der nördliche Teil des Hügels als Friedhof zu widmen sei, und erließ nähere Bestimmungen dazu.

### Baugeschichte
Der Friedhof wurde von dem maltesischen Architekten Emanuele Luigi Galizia (1830–1907) geplant und nach siebenjähriger Bauzeit am 9. Mai 1869 eingeweiht. Galizia folgte dabei Vorbildern aus Großbritannien und bediente sich eines neogotischen Stils (Viktorianische Gotik), wie er im 19. Jahrhundert zwar beliebt war, in der barock geprägten maltesischen Baukunst jedoch kaum vorkam. Der maltesische Architekturhistoriker Malcolm Borg sieht einen bedeutenden Einfluss durch den von William Haywood gestalteten und 1856 eingeweihten City of London Cemetery, der bereits alle Elemente der Addolorata enthalte, und schreibt, die Friedhofskapelle sei „eine getreue Übersetzung der typischen kontinentalen Gotik in maltesischen Stein“, wie man sie auch bei den Friedhöfen in Kensal Green und Nunhead finde. Jedoch reicherte Galizia die neogotische Formensprache mit Elementen der maltesischen Architektur an. Insbesondere die häufige Wiederholung einzelner Gestaltungselemente, die wohl auf die arabische Tradition Maltas zurückgeht, ist für Galizias Baustil prägend. Sämtliche Gebäude bestehen aus dem für die maltesischen Inseln typischen globigerinen Kalkstein (maltesisch Qawwi ta’ Fuq). Die Baukosten beliefen sich auf 33.000 britische Pfund (nach heutiger Kaufkraft etwa 4,3 Millionen Euro).

### Nutzung
Die erste Beisetzung fand erst am 23. Januar 1872 statt, da es zuvor üblich war, die Verstorbenen in Kirchen und Kapellen beizusetzen und das Einzugsgebiet des Friedhofes zunächst auf die Pfarreien von Floriana, Valletta und Cottonera beschränkt war. Die Bevölkerung mied den großen Friedhof unter freiem Himmel wohl auch deswegen, weil auf den maltesischen Inseln zu jener Zeit nur die Leichen von Opfern ansteckender Krankheiten, von Suizidenten und von ungetauften Kindern unter freiem Himmel bestattet wurden. Die erste auf dem Addolorata Cemetery beigesetzte Person war die aus Naxxar stammende mittellose Witwe Anna Magro, die zwar in Mosta gelebt hatte, aber im Krankenhaus von Floriana gestorben war.
Zunächst war der Begräbnisplatz nur für römisch-katholische Bestattungen vorgesehen, Ausnahmen galten für britische Verwaltungsbeamte und Soldaten. So wurden ab 1915 Gräber für Soldaten aus dem Commonwealth angelegt und im Zweiten Weltkrieg weitere Soldatengräber. Insgesamt gibt es dort 250 Soldatengräber aus dem Ersten und 18 Kriegsgräber aus dem Zweiten Weltkrieg. Erst zu Beginn der 1960er-Jahre erwirkte Premierminister Dom Mintoff die Öffnung auch für andere Denominationen. Allerdings blieb eine gesonderte Abteilung des Friedhofs, die an den Abfallplatz grenzt, bis 1972 für Ehebrecher, Suizidenten und ungetaufte Kinder vorbehalten.
Im Jahr 2021 wurden 2.880 neue Grabstellen errichtet, von denen am 1. Juni 2021 bereits 1.106 fertiggestellt waren. Im Jahr 2022 umfasste der Addolorata Cemetery mehr als 300.000 Grabstellen, mehr als 289.000 Menschen wurden dort bestattet. Er ist damit nicht nur der größte Friedhof Maltas, sondern einer der bedeutendsten Europas und der Welt.
Von der Errichtung des Friedhofs an wurde er bis 2010 von Kapuzinern betrieben und seelsorglich betreut. Der Orden musste jedoch mit Wirkung vom 1. Januar 2011 wegen der schwindenden Zahl der Ordensbrüder diesen Dienst aufgeben. Seitdem betreibt das Ministerium für Gesundheit der Republik Malta den Friedhof. Die Verwaltung befindet sich im ehemaligen Konventsgebäude, in dem die Ordensbrüder bis 1979 lebten.

## Architektur

### Landschaftsarchitektur
Die landschaftsarchitektonische Gestaltung des Friedhofs folgt den natürlichen Gegebenheiten des hügeligen Geländes. Da sich die Friedhofskapelle auf dem höchsten Punkt der Erhebung befindet, führen alle Sichtachsen dorthin.

### Friedhofskapelle

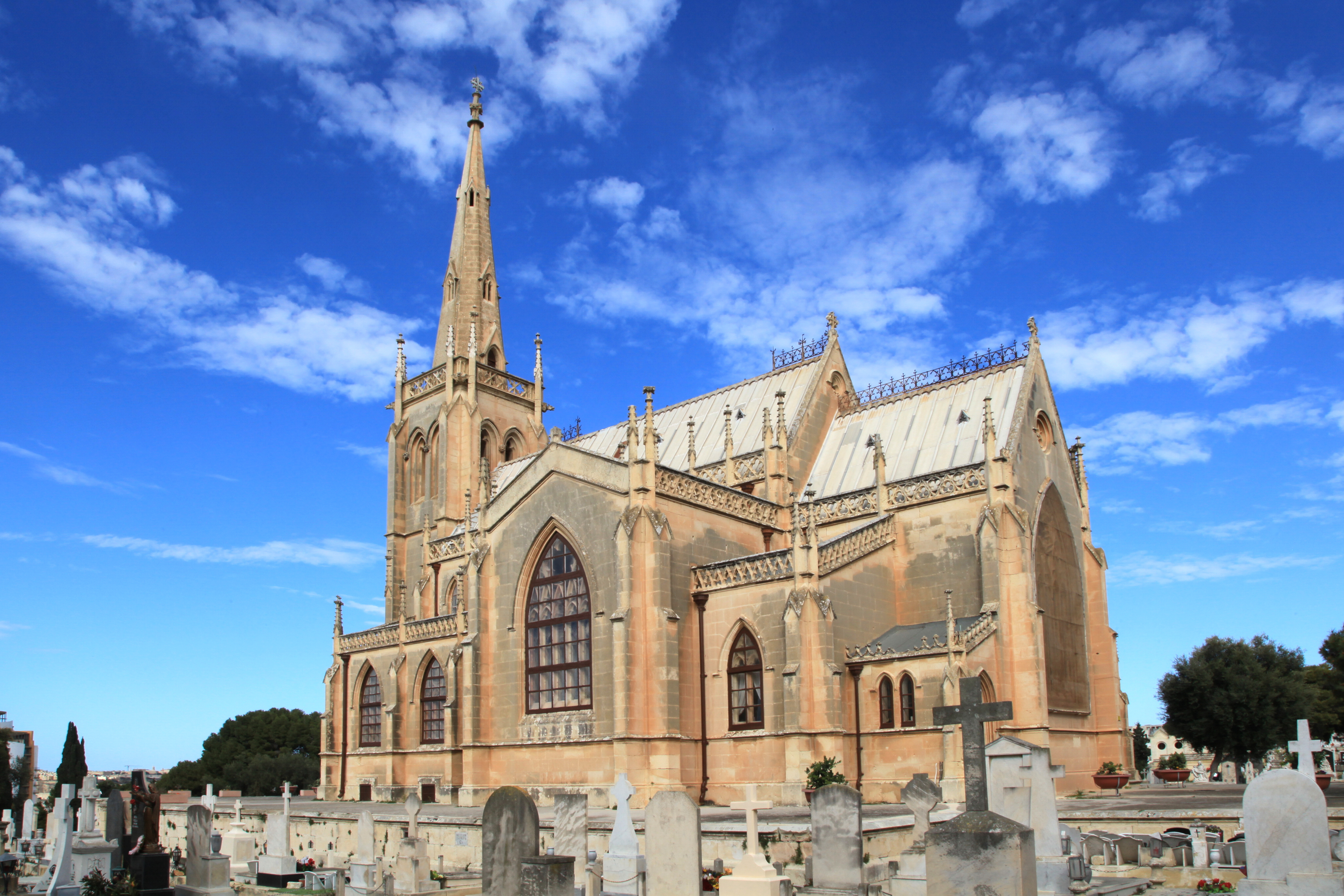
Die Friedhofskapelle

Die Friedhofskirche unter dem Patrozinium der Schmerzensreichen Muttergottes wurde ebenfalls von Emanuele Luigi Galizia entworfen. Sie steht auf dem höchsten Punkt des Hügels, der das Friedhofsgelände bildet und ist auch von der Straße aus sichtbar, die von San Ġiljan zum Flughafen Malta in Luqa führt. Sie zeigt neugotische Formen und besteht im Wesentlichen aus dem hoch aufragenden Turm, einem Langhaus und einem angedeuteten Querschiff in der Mitte de Langhauses. Der Betrachter nähert sich über eine Treppenanlage zunächst dem Turm und damit der zierlich anmutenden Seite der Kirche, während bei Betrachtung der Seitenansicht diese wesentlich raumgreifender erscheint. An der Ostseite der Kirche hat sich der Architekt als kleine sitzende Figur darstellen lassen. Die Inneneinrichtung ist im Stil der Viktorianischen Gotik gestaltet.

### Weitere Gebäude
Neben der Friedhofskirche sowie einer großen Anzahl repräsentativer Mausoleen und Statuen in Marmor oder Bronze umfasst der Addolorata Cemetery auch eine Reihe von funktionalen und ornamentalen Gebäuden, die ebenfalls in maltesischem Kalkstein ausgeführt sind.

#### Haupttor

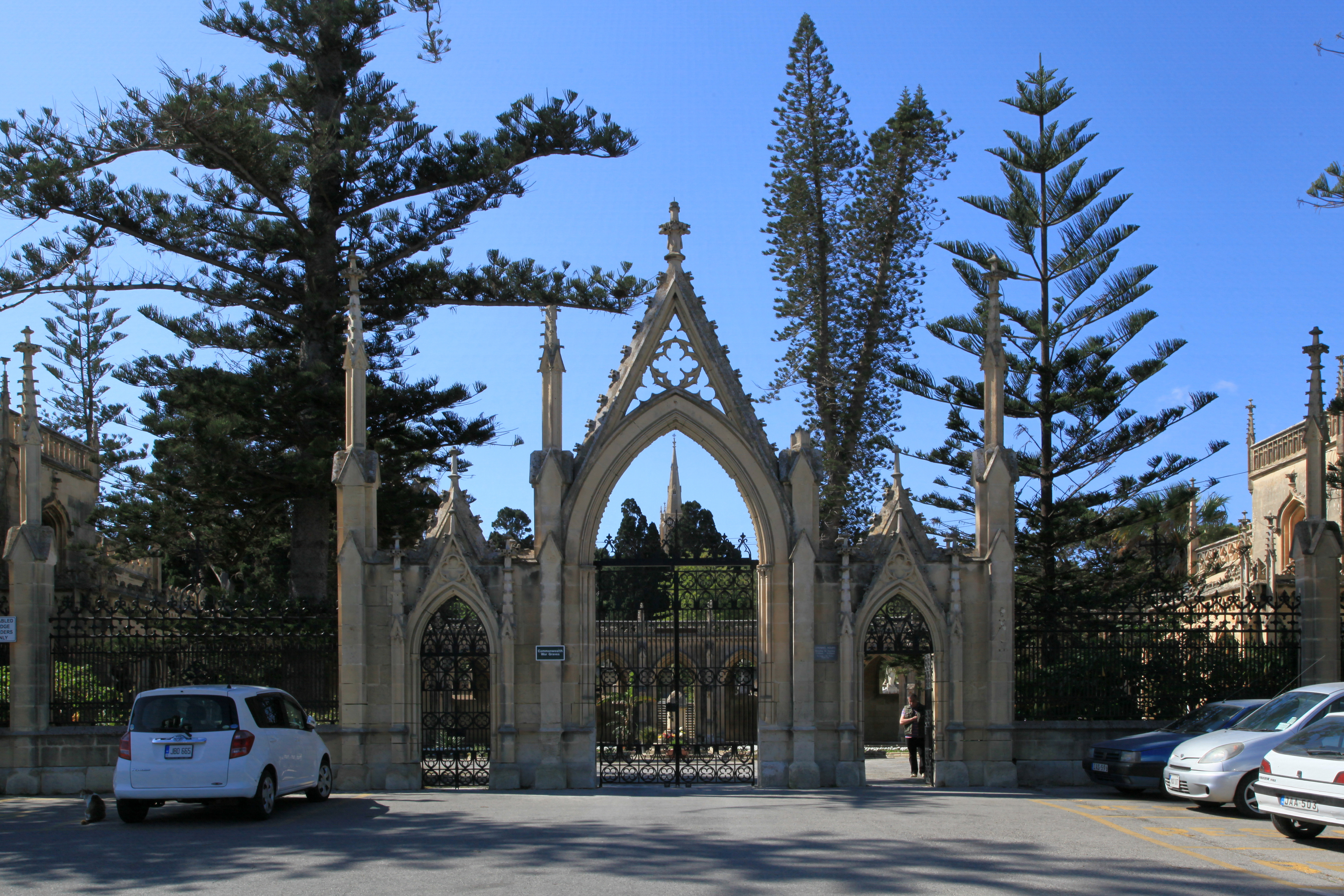
Haupttor

Das Haupttor stellt mit dem überragenden Spitzbogen und den aufsitzenden Fialen einen programmatischen Eintritt in das neugotische Ensemble dar. Von den ursprünglichen schmiedeeisernen Toren sind nur die beiden seitlichen im Original erhalten, das mittlere Haupttor nicht. Die Sichtachse durch das Haupttor ist genau auf die Turmspitze der Friedhofskapelle ausgerichtet.

#### Verwaltungsgebäude

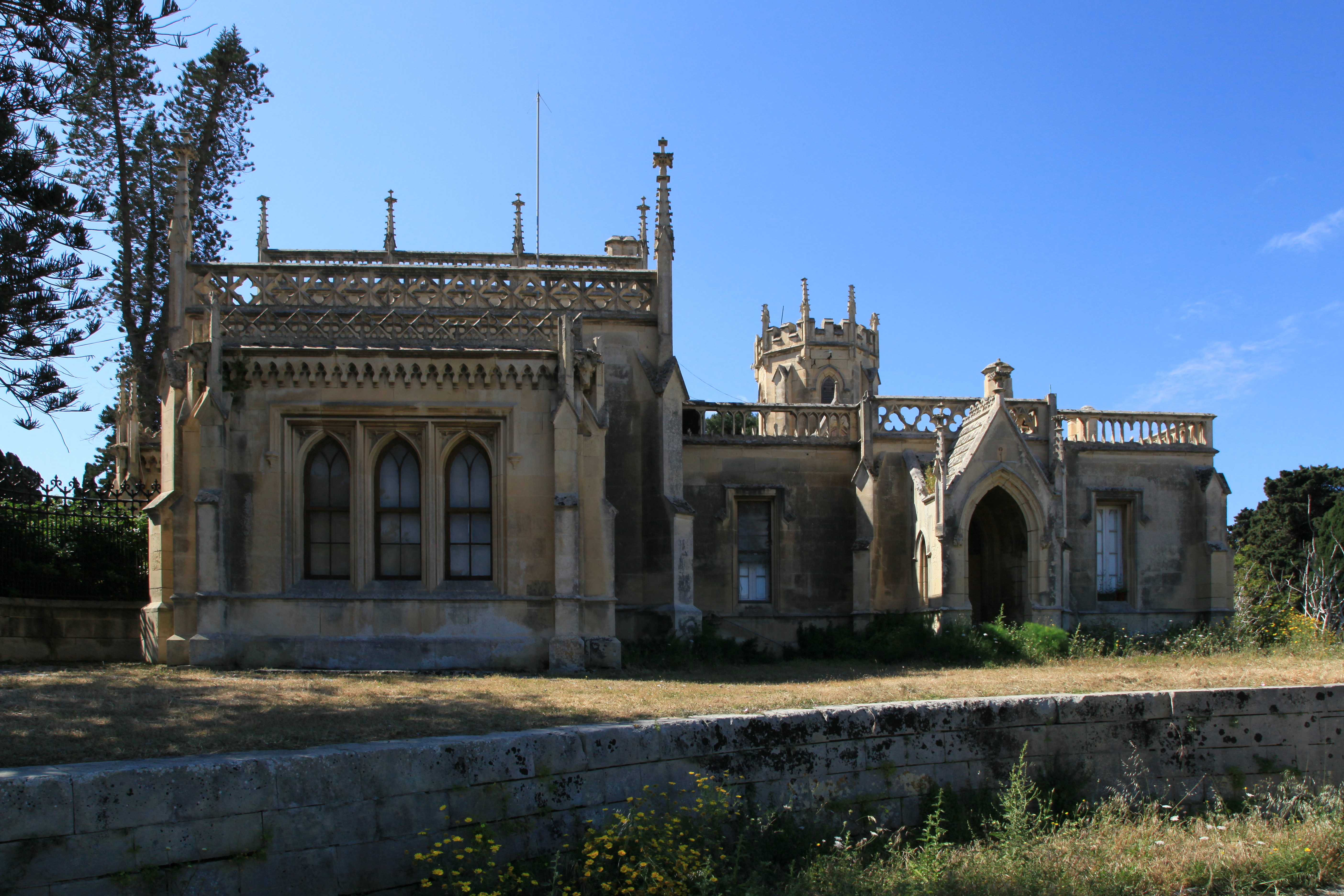
Das Verwaltungsgebäude des Friedhofes

Das neben dem Haupttor stehende Verwaltungsgebäude, bis 1979 Konventsgebäude der Kapuziner, besteht aus dem Torhaus und einem Bergfried-ähnlichen Turm. Die drei Spitzbogenfenster des Torhauses werden überragt durch eine Balustrade, die das eingeschossige Gebäude bekrönt. Der Turm ist dreigeschossig und wird ebenfalls von einer Balustrade bekrönt, hinter ihm befindet sich das eigentliche Konventsgebäude.

#### Gedenkarkaden
Auf dem Friedhofsgelände steht ein Arkadengang, bestehend aus 13 halbelliptisch angeordneten gotisierenden Spitzbögen. Diese Arkade dient seit der Eröffnung des Friedhofs als Ort für die Anbringung von Gedenktafeln. An den Enden wird der Laubengang von je zwei Türmchen bekrönt, die in gotischen Formen Fialen tragen. Im Zentrum der angedeuteten Ellipse steht ein Kreuz.

## Bestattete Personen (Auswahl)
- Joseph Howard (1862–1925), maltesischer Politiker und Premierminister
- Francesco Buhagiar (1876–1934), maltesischer Politiker und Premierminister
- Joseph Calleia (1897–1975), maltesischer Schauspieler
- Filippo Antonio Apap-Bologna, 5. Marquess of Gnien (1901–1954), maltesischer Adeliger
- Rużar Briffa (1906–1963), maltesischer Dichter
- Giorgio Borg Olivier (1911–1980), maltesischer Politiker und zweimaliger Premierminister
- Anton Buttigieg (1912–1983), zweiter Präsident der Republik Malta
- Dom Mintoff (1916–2012), maltesischer Politiker und Premierminister
- Karmenu Mifsud Bonnici (1933–2022), maltesischer Diplomat
- Madeleine Collinson (1952–2014), maltesische Schauspielerin